# Gustav Faelligen

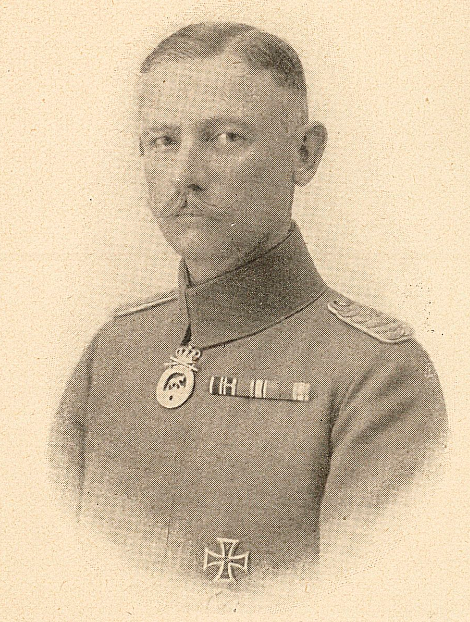
Gustav Faelligen

Karl Gustav Faelligen (* 3. März 1864 in Siegen; † 28. November 1942) war ein preußischer Generalmajor.

## Leben
Gustav war der Sohn des Geheimen Regierungsrates und Direktors der Reichsbankhauptstelle in Frankfurt am Main Robert Faelligen. Nach dem Besuch der dortigen Wöhlerschule trat Faelligen am 1. Oktober 1883 in das 1. Hessische Infanterie-Regiment Nr. 81 der Preußischen Armee ein und avancierte bis Mitte Februar 1885 zum Sekondeleutnant. Mitte September 1893 erfolgte seine Beförderung zum Premierleutnant. 1895/96 war er als Adjutant zum Bezirkskommando in Frankfurt am Main kommandiert. Daran schloss sich am Mitte Juni 1896 seine Kommandierung als Adjutant der Inspektion der militärischen Strafanstalten in Berlin an. Unter Belassung in dieser Stellung wurde Faelligen am 15. Juni 1898 zum Hauptmann befördert und in das 2. Nassauische Infanterie-Regiment Nr. 88 versetzt. Mit der Ernennung zum Kompaniechef in seinem Stammregiment trat er am 14. September 1900 in den Truppendienst zurück. Dem Verband wurde Faelligen am 27. Januar 1908 als Major aggregiert und am 18. Mai 1908 zum Stab des Infanterie-Regiments „Fürst Leopold von Anhalt-Dessau“ (1. Magdeburgisches) Nr. 26 versetzt. Ende Januar 1911 erhielt er das Kommando über das III. Bataillons im Regiment und stieg Ende März 1914 zum Oberstleutnant auf.
Nach Ausbruch des Ersten Weltkriegs marschierte Faelligen mit seinem Bataillon im Verbund der 7. Infanterie-Division in das neutrale Belgien ein und beteiligte sich dort an der Eroberung von Lüttich. Nach den Schlachten an der Gete und bei Mons fungierte er ab dem 26. August 1914 als Regimentsführer während der Kämpfe an der Somme und am Ourcq. Am 11. September 1914 erhielt Faelligen vom Generalkommando des IV. Armee-Korps die Nachricht, dass er durch AKO vom 4. September 1914 zum Kommandeur des Anhaltischen Infanterie-Regiments Nr. 93 ernannt worden war. Sein Regiment befand sich ebenfalls an der Westfront in Kämpfen bei Arras und ging Mitte Oktober 1914 bei Ficheux–Blairville–Ransart in den Stellungskrieg über. Vom 2. Juni bis zum 23. Juli 1915 war das Regiment in die Schlacht bei La Bassée und Arras eingebunden. Nach einer kurzen Ruhezeit kämpfte es bis 13. Oktober 1915 in der Herbstschlacht bei La Bassée und Arras, befand sich dann in Stellungskämpfen in französisch Flandern und im Artois. Verletzungsbedingt hatte Faelligen im Juli/August und im November/Dezember 1915 zeitweise das Kommando an einen Regimentsführer abgegeben. Von Mitte bis Ende Juli 1916 befand sich das Regiment in der Schlacht an der Somme, lag wieder in Stellungskämpfe im Artois und nahm nochmals von 19. September bis zum 2. Oktober 1916 an der verlustreichen Schlacht an der Somme teil. Während der folgenden Stellungskämpfe in Französisch-Flandern wurde Faelligen, der bereits beide Klassen des Eisernen Kreuzes erhalten hatte, Mitte Dezember 1916 mit dem Kreuz der Ritter des Königlichen Hausordens von Hohenzollern mit Schwertern ausgezeichnet. Am 27. Januar 1917 wurde Faelligen zum Oberst befördert. Das Jahr 1917 war geprägt von Kämpfen im Artois sowie die Herbstschlacht in Flandern. Dafür erhielt er den Kronen-Orden II. Klasse mit Schwertern. Während der folgenden Stellungskämpfe in Flandern gab er das Regimentskommando ab und übernahm am 17. Dezember 1917 die 3. Infanterie-Brigade in der Champagne.
Nach Kriegsende und Demobilisierung seiner Brigade war Faelligen vom 5. Februar bis zur Auflösung am 30. September 1919 Kommandeur des Infanterie-Regiments „Fürst Leopold von Anhalt-Dessau“ (1. Magdeburgisches) Nr. 26. Anschließend wurde er unter Verleihung des Charakters als Generalmajor aus dem Militärdienst verabschiedet.
Er war seit 1902 mit Gonina Simrock verheiratet.

## Schriften
- Das Anhaltische Infanterie-Regiment Nr. 93 im Weltkriege. Zweiter Teil (= Erinnerungsblätter deutscher Regimenter.) Friedrich Gast, Zerbst 1931 (Digitalisat)